# Плътност на огъня
Плътност на огъня е една от основните характеристики за интензивността на огневото въздействие върху целта, която се изразява в общия брой снаряди (куршуми, мини и т.н.) на единица площ от целта (понякога – на дължината на нейния фронт) за единица време. Зависи от броя на задействаните огневи средства, техния вид, скорострелност и размерите на участъка, по който се води огъня, явява се определящ фактор при оценката на действителността на стрелбата.

## Специфика при отделните видове въоръжение
- За артилерийското въоръжение плътността на огъня се определя от броя снаряди или мини паднали за една минута водене на огън на един ha площ на целта или на 100 метра неин фронт[1][2].
- За зенитната артилерия плътността на огъня е броя изстрели (разриви) по движеща се въздушна цел за един километър от нейната траектория в зоната на поражение на оръжието[1].
- За стрелковото въоръжение плътността на огъня е броя куршуми за една минута на един метър фронт[1].